# Dychów
Dychów (Duits: Deichow) is een plaats in het Poolse district  Krośnieński (Lubusz), woiwodschap Lubusz. De plaats maakt deel uit van de gemeente Bobrowice en telt 720 inwoners.